# Georgi Jordanow (Politiker)
Georgi Jordanow, eigentlich Georgi Jordanow Momtschew, (bulgarisch Георги Йорданов, * 29. Mai 1934 in Twardiza) ist ein ehemaliger bulgarischer Politiker.

## Leben
1956 schloss er ein Studium der Rechtswissenschaften an der Universität Sofia ab. Im gleichen Jahr trat er der Bulgarischen Kommunistischen Partei bei. Ab 1966 war er Kandidat des Zentralkomitees der Partei, dessen Mitglied er dann ab 1971 war. Im Juli 1972 wurde er Mitglied des Sekretariats des Zentralkomitees. Von 1971 bis 1979 fungierte er als erster Sekretär des Stadtkomitees Sofia der Partei. 1979 wurde er Kandidat des Politbüros des Zentralkomitees. Im gleichen Jahr wurde er stellvertretender Vorsitzender des bulgarischen Ministerrats. 
Von 1987 bis 1989 war er bulgarischer Minister für Kultur.
Er wurde mit dem Orden Georgi Dimitroff ausgezeichnet.